# セージ・ノースカット
セージ・ノースカット（Sage Northcutt、1996年3月1日 - ）は、アメリカ合衆国テキサス州ヒューストン出身の男性総合格闘家。チーム・アルファメール所属。セイジ・ノースカットとも表記される。
キックボクサーのコルビー・ノースカットは実姉。

## 来歴
姉の影響で4歳から空手を始め、9歳のときに史上最年少でスポーツ空手マガジンの表紙に起用された。テコンドー、カジュケンボー、ブラジリアン柔術を学び、高校ではレスリング部に所属。在学中の2013年にアマチュア総合格闘技デビューし、テキサスA&M大学進学後の2014年にプロデビュー。
2015年8月28日、Legacy FCでロッキー・ロングと対戦し、ネッククランクで一本勝ち。この試合にUFC代表のダナ・ホワイトが観戦に訪れており、試合後にUFCと契約。ダン・ローゾン、ショーン・ダグティに次ぐ史上3番目の若さでUFCと契約した。

### UFC
2015年10月3日、UFC初参戦となったUFC 192でフランシスコ・トレヴィーノと対戦し、パウンドでTKO勝ち。この試合はトレヴィーノの体重超過により72.6kg契約で行なわれた。

### ONE
2019年5月17日、ONE初参戦となったONE Championship enter the dragonでコスモ・アレクサンドレと対戦し、1R序盤にパンチ一発で秒殺KO負けとなった。
2024年1月28日、ONE 165で青木真也と対戦する予定だったが、試合当日にコーチ2人のビザに問題が発生したため試合を放棄して欠場。会場で試合を観戦する予定だったジョン・リネカーが代役出場することとなった。その後、ノースカットは「ONEは不測の事態で俺が欠場したと発表したがそれは完全に間違っている。ビザのこともONEが我々に対して事前に言っていたことが全然違った。ONEの舞台裏や試合を辞退した理由などもいずれSNSやメディアで話すつもりだ」という内容の文章をSNSに投稿した。

## 戦績
| 総合格闘技 戦績 | 総合格闘技 戦績 | 総合格闘技 戦績 | 総合格闘技 戦績 | 総合格闘技 戦績 | 総合格闘技 戦績 | 総合格闘技 戦績 |
| --------------- | --------------- | --------------- | --------------- | --------------- | --------------- | --------------- |
| 15 試合         | (T)KO           | 一本            | 判定            | その他          | 引き分け        | 無効試合        |
| 12 勝           | 5               | 4               | 3               | 0               | 0               | 0               |
| 3 敗            | 1               | 2               | 0               | 0               | 0               | 0               |

| 勝敗 | 対戦相手                       | 試合結果                     | 大会名                                   | 開催年月日     |
|      | ルーカス・マーティンス         | 試合前                       | GFL 1                                    | 2025年5月24日  |
| ○    | アフメド・ムジタバ             | 1R 0:39 ヒールフック         | ONE Fight Night 10: Johnson vs. Moraes 3 | 2023年5月5日   |
| ×    | コスモ・アレクサンドレ         | 1R 0:27 KO（パンチ）         | ONE Championship enter the dragon        | 2019年5月17日  |
| ○    | ザック・オットー               | 2R 3:13 KO（パウンド）       | UFC Fight Night: dos Santos vs. Ivanov   | 2018年7月14日  |
| ○    | チバウト・グーチ               | 5分3R終了 判定3-0            | UFC Fight Night: Cowboy vs. Medeiros     | 2018年2月18日  |
| ○    | ミチェル・キニョネス           | 5分3R終了 判定3-0            | UFC Fight Night: Poirier vs. Pettis      | 2017年11月11日 |
| ×    | ミッキー・ガル                 | 2R 1:40 リアネイキドチョーク | UFC on FOX 22: VanZant vs. Waterson      | 2016年12月17日 |
| ○    | エンリケ・マリーン             | 5分3R終了 判定3-0            | UFC 200: Tate vs. Nunes                  | 2016年7月9日   |
| ×    | ブライアン・バーバリーナ       | 2R 3:06 肩固め               | UFC on FOX 18: Johnson vs. Bader         | 2016年1月30日  |
| ○    | コーディ・フィスター           | 2R 0:41 ギロチンチョーク     | UFC Fight Night: Namajunas vs. VanZant   | 2015年12月10日 |
| ○    | フランシスコ・トレヴィーノ     | 1R 0:57 TKO（パウンド）      | UFC 192: Cormier vs. Gustafsson          | 2015年10月3日  |
| ○    | ロッキー・ロング               | 2R 3:30 ネッククランク       | Legacy Fighting Championship 44          | 2015年8月28日  |
| ○    | ゲージ・ドゥホン               | 1R 4:26 リアネイキドチョーク | Legacy Fighting Championship 42          | 2015年6月26日  |
| ○    | ジェームス・クリストファーソン | 1R 4:35 TKO（パンチ連打）    | Fury Fighting 6                          | 2015年5月22日  |
| ○    | ジェイコブ・カペッリ           | 1R 0:55 TKO（パンチ連打）    | Legacy FC: Challenger Series 1           | 2015年4月25日  |
| ○    | ティム・ラシュリー             | 1R 0:27 TKO（パンチ連打）    | Legacy Fighting Championship 37          | 2014年11月14日 |

## 獲得タイトル
- Legacy FCアマチュアライト級王座（2014年）
- Legacy FCアマチュアウェルター級王座（2014年）

## 表彰
- ブラジリアン柔術 紫帯
- 首里流空手 黒帯
- テコンドー 黒帯三段
- カジュケンボ 黒帯四段

## 出演

### CM
- ライトセーバー